# Rodrigo Muñoz Avia
Rodrigo Muñoz Avia (Madrid, 1967) es un escritor español.

## Biografía
Estudió Ciencias Físicas en 1991, pero cambió de carrera y se licenció en Filosofía en la Universidad Complutense de Madrid. Estudió durante tres años en la Escuela de Letras de Madrid.
Sus primeros escritos están dedicados a la obra de sus padres, los pintores Lucio Muñoz y Amalia Avia.
Su debut literario se produce en 1996, con Lo que no sabemos, una novela de temática juvenil por la que recibe el Premio Jaén de Literatura Infantil y Juvenil.
Escribe sobre arte contemporáneo en diversas publicaciones, como el suplemento cultural del diario ABC.
Además colabora como guionista con el director de cine Nicolás Muñoz Avia, su hermano, en las películas Rewind y Animales de compañía.
En el año 2005 publica su novela de mayor éxito, Psiquiatras, psicólogos y otros enfermos.
En 2007 publica su segunda novela para adultos: Vidas terrestres.
En los años 2007, 2010 y 2015 gana el Premio Edebé de Literatura Infantil, con las novelas Los perfectos, Mi hermano el genio y "El signo prohibido".
En 2014 obtiene el Premio SGAE de Teatro Infantil, con la obra Un monstruo en mi país.
En 2015 publica su tercera novela para adultos, Cactus.
En 2019 publica el libro La casa de los pintores, un relato de la vida junto a sus padres.
En 2021 publica La tienda de la felicidad, una novela epistolar que narra la vida de un personaje que se relaciona con el mundo a través del correo electrónico.
Ha sido traducido a numerosos idiomas.

## Obras
Novelas
- Psiquiatras, psicólogos y otros enfermos, Madrid, Alfaguara, 2005. (Traducido al portugués, polaco, esloveno, serbio y montenegrino).

- Vidas terrestres, Madrid, Alfaguara, 2007. (Traducido al serbio).

- Cactus, Madrid, Alfaguara, 2015.

- La casa de los pintores, Madrid, Alfaguara, 2019.
- La tienda de la felicidad, Madrid, Alfaguara, 2021.

Novelas juveniles
- Lo que no sabemos, Madrid, Alfaguara, 1996. (Traducido al italiano).

- El portero de hockey, León, Everest, 1998. (Traducido al euskera y al gallego).

- La jaula de los gorilas, Madrid, Alfaguara, 2011.

Novelas infantiles
- Julia y Gus visitan el top manta, Barcelona, Edebé, 2004.

- Los perfectos, Barcelona, Edebé, 2007. (Traducido al francés, italiano, coreano, chino, catalán, valenciano, euskera y gallego).

- Mi hermano el genio, Barcelona, Edebé, 2010. (Traducido al francés, italiano, coreano, chino, hebreo, catalán, valenciano, euskera y gallego).

- El signo prohibido, Barcelona, Edebé, 2015. (Traducido al francés y al catalán).

Teatro
- Un monstruo en mi país, Madrid, Anaya-Fundación SGAE, 2015.

Otras obras
- El gato de guardia, Madrid, Punto de Lectura, 2008. (Antología de entradas en su blog del mismo nombre).

- Alfonso Vizán. Un pirata en la montaña, Madrid, Desnivel, 2004 (Compilador)

- El conejo en la chistera. Escritos de Lucio Muñoz, Madrid, Síntesis, 2006 (Compilador)

Guiones de cine
- Rewind, 1998.

- Animales de Compañía, 2009.

## Premios
- Premio Jaén de Literatura Juvenil con la novela "Lo que no sabemos", 1996.

- Premio “Leer es Vivir” convocado por la Editorial Everest. Finalista en el apartado de Literatura Juvenil por la novela “El portero de hockey”

- Premio Pilar Miró de guion (2º premio), concedido por la Academia de Televisión, al guion “Operación salida”, escrito con Nicolás Muñoz Avia.

- Premio Edebé de Literatura infantil con la novela “Los perfectos”, 2007.

- Premio Edebé de Literatura infantil con la novela “Mi hermano el genio”, 2010.

- Premio Edebé de Literatura infantil con la novela “El signo prohibido”, 2015.

- Premio de Literatura Infantil "Atrapallibres", con la novela “Mi hermano el genio”, 2011.

- Premio SGAE de Teatro Infantil, con la obra “Un monstruo en mi país”, 2014.

- Premio de Literatura Infantil "Atrapallibres", con la novela “El signe prohibit”, 2016.[10]

- Premio Bois Fleuri de la Villa de Lormont, con la novela "Ma famille parfait", 2017.

- Prix des enfants de la Ville de Châteauroux, con la novela "Ma famille parfait", 2017.